# Рассйок
Рассйок — река в России, течёт по территории Ловозерского района Мурманской области. Впадает в озеро Лекозеро на высоте 180 м над уровнем моря. Длина реки составляет 20 км.

## Данные водного реестра
По данным государственного водного реестра России относится к Баренцево-Беломорскому бассейновому округу, водохозяйственный участок реки — Воронья от истока до гидроузла Серебрянское 1, включая озеро Ловозеро. Речной бассейн реки — бассейны рек Кольского полуострова, впадает в Баренцево море.
Код объекта в государственном водном реестре — 02010000712101000003714.